# Peter Goessner
Peter Goessner (* 25. Juni 1962 in Leipzig) ist ein deutscher Theaterregisseur und Theaterlehrer, der in Japan lebt und arbeitet.

## Leben
Goessner arbeitete nach Lehre und Wehrdienst bei den Grenztruppen der NVA als Baumaschinist, Lehrausbilder und FDJ-Sekretär im Verkehrs- und Tiefbaukombinat Leipzig. Er war Mitglied des Amateurtheaters des VEB MLW Leipzig, wo er unter Leitung von Peter Lange Theater spielte. Von 1986 bis 1988 studierte er an der Außenstelle Rostock der Hochschule für Schauspielkunst „Ernst Busch“ Berlin. Von 1988 bis 1992 arbeitete er am Theater der Jungen Garde, später Thalia-Theater, in Halle als Regieassistent, Dramaturgieassistent  und Schauspieler. Dort leitete er u. a. die  Reihe Texte im Thalia und führte bei George Taboris „Babylonblues“ erstmals Regie.
Parallel dazu studierte er an der Theaterhochschule Hans Otto, Leipzig, Theaterwissenschaft u. a. bei Rudolf Münz, Gerda Baumbach und Gottfried Fischborn. 1995 legte er seine Diplomarbeit zum Thema Das Angura-Theater in Japan in seiner ersten Phase um 1969/70 an der Universität Leipzig vor.
1992 siedelte Goessner mit seiner Familie nach Kitakyushu, Japan, über. Hier gründete er 1995 seine eigene Theatergruppe, die er nach der japanischen Gottheit Uzume, die mit theatraler Kraft die Sonnengöttin Amaterasu aus ihrer Höhle hervorlockt, Uzume Gekijō (Uzume-Theater) nannte. Die Gruppe wird zu einer regionalen Institution mit mindestens zwei Inszenierungen jährlich. 2000 wird sie  zum international bekannten Theaterfestival nach Toga, das unter der Leitung von Tadashi Suzuki steht, eingeladen. Goessner gewinnt mit seiner Inszenierung von Kunio Kishidas „Kamifūsen“ (Papierballon) den Regiewettbewerb.
Mit Hilfe der staatlichen und privaten Fördermittel, die dem Uzume-Theater jetzt zugesprochen werden, und den Einladungen zu Festivals, tritt das Theater zwischen 2001 und 2007 in vielen Städten Japans auf. Internationale Einladungen erhält es aus Ägypten (Kairo 2004), Taiwan (Taipeh 2006) und Deutschland (Leipzig 2007).
2004 nimmt Goessner eine Dozentenstelle am Toho Gakuen College of Drama and Music (langjähriger Leiter: Yukio Ninagawa) in Chōfu an, wo er bis heute Schauspiel und Westliches Theater lehrt. Das Uzume-Theater zieht mit ihm um.
Zusätzlich zu seiner Lehrtätigkeit wird Goessner die künstlerische Leitung des neuen städtischen Sengawa-Theaters in Chōfu übertragen (2008–2011). Hier baut er, nach deutschem Vorbild, die künstlerischen Strukturen und den Spielbetrieb auf und begründet zwei Festivals (Jazz-Art-Sengawa; Figuren- und Puppentheaterfestival Inochi).
Darüber hinaus arbeitet Goessner auch erfolgreich als freier Regisseur in Tokyo. So erhält seine Inszenierung von Heiner Müllers Philoktet eine Nominierung zum größten japanischen Theaterpreis, dem Yomiuri Award (2010). Ein Erfolg wird auch die japanische Erstaufführung der Robert Schumann Oper Genoveva am Neuen Nationaltheater in Tokyo (新国立劇場, Shin Kokuritsu Gekijō; 2011), die u. a. vom japanischen Reiwa-Kaiser Naruhito besucht wird.
2012 findet die Inszenierung von Friedrich Dürrenmatts Die Physiker, die Goessner als Reaktion auf das Erdbeben und die Vorgänge um das Kernkraftwerk Fukushima mit Studenten der Toho Gakuen im traditionsreichen Haiyuza-Theater inszeniert, besondere Beachtung.

## Theaterarbeit
Als Goessner 1992 nach Japan kam, war seine Herangehensweise erst einmal, sich in einer fremden Umgebung einen Platz, Mitarbeiter, Vertrauen und die Notwendigkeit des Arbeitens zu schaffen. Als Rudolf-Münz-Schüler (Das andere Theater) hatte er sich den Gedanken, dass die Grundlage des Theatermachens in der Geschichte das Reisen von Ort zu Ort ist, zu eigen gemacht. Sich selbst zum „Experimentier-Hasen“ zu machen, wird Prinzip. Wie im Text Heiner Müllers „Der Fahrstuhl“ versucht er aus der geordneten Büro-Fahrstuhl-Welt auszusteigen und in „Peru“ zu existieren. Wie in der Müller-Geschichte vom Missionar, der bei Marsmenschen irgendwo im Weltraum landet und die mit ihm auf seinen Wunsch eine Kirche erbauen und ihn letztlich ans Kreuz nageln, muss auch er „sich opfern“, d. h.  für alles, was er machen will, die Verantwortung selbst übernehmen. Dann wird möglicherweise mitgezogen. Dann kommen eventuell Preise, Anerkennung, Einladungen, Fördermittel, Arbeitsangebote usw., was bei Goessner der Fall war.
Goessners Theaterkunst liegt damit eine Art Gesamttheaterkonzept zugrunde: Miteinander arbeiten, leben, Erfolg haben und qualitativ hochwertiges Theater, besondere Theatererlebnisse durch den Ausdruck des Anderen, sind zwei Seiten einer Medaille.
Goessner hat im Laufe der Jahre viele Kontakte in der japanischen Theaterwelt aufgebaut, arbeitete aber auch mit Persönlichkeiten wie Richard Schechner in Taiwan und Keith Johnstone in Canada zusammen. Anthropologie und Improvisationstheater sind zwei Grundlagen, um in Japan eine Art „Theater mit dem Blick von draußen“ zu schaffen, Ungewohntes zu behaupten und neue Sichtweisen und Erfahrungen auf die Bühne zu bringen.
Goessners Regien lassen sich vom Inhalt leiten, sind nicht auf den ersten Blick avantgardistisch, niemals selbstbefriedigend, sondern in der Tiefe von menschlichen bzw. künstlerischen Einsichten geprägt, die er als Regisseur nicht hätte entwickeln können, wenn er nur in Deutschland gelebt und gearbeitet hätte. Seine Regie ist nicht selbstgenügendes Regiehandwerk, sondern eine nonkonforme Sichtweise, die von der Erfahrung verschiedener Grundhaltungen in Japan und Deutschland lebt, einem „zwischen den Stühlen sitzen“, das gerade deshalb nicht auf einfaches Provozieren aus ist, weil es selbstbewusst Erfahrungen zweier Welten verbindet und dadurch automatisch etwas anderes erreicht.
Goessner ist einer der wenigen reisenden Regisseure und Theaterleiter des deutschen Theaters, die sich im Ausland lebend, einen Namen gemacht haben.

## Inszenierungen (Auswahl)

### 1984 bis 1992
als Schauspieler: u. a. in  Heiner Müller „Die Schlacht/Traktor“ ; Johann Wolfgang von Goethe „Clavigo“; Carlo Goldoni „Campiello“; Rainer Maria Fassbinder „Bremer Freiheit“, George Tabori „Mein Kampf“

### 1988–1992
- Regiemitarbeit: u. a. Ireneusz Iredynski „Leb wohl, Judas“ ; Jean Genet „Die Zofen“; Peter Turrini „Die Wirtin“ (Theater der Jungen Garde/Thalia Theater, Halle)
- George Tabori „Babylonblues“ (Thalia Theater, Halle)
- Texte im Thalia:  u. a. Hans Joachim Maaz „Gefühlsstau“; Markus Wolf „Troika“; Rolf Henrich „Der vormundschaftliche Staat“; Vaclav Havel „Audienz/Vernissage“  (Theater der Jungen Garde/Thalia Theater, Halle)

### 1995 bis 2000
- Yukio Mishima „Waga Tomo Hitora“ (Mein Freund Hitler), Uzume-Theater, Kitakyushu, Fukuoka
- Ren Saito „Akame“ (Rote Augen), Uzume-Theater, Kitakyushu
- Makoto Satoh „Nezumi Kozō“, Uzume-Theater, Kitakyushu
- Euripides „Medea“, Uzume-Theater, Kitakyushu
- Antoine de Saint-Exupery „Der kleine Prinz“, Uzume-Theater, Kitakyushu
- Samuel Beckett „Warten auf Godot“, Uzume-Theater, Kitakyushu
- Kobo Abe „Bō ni natta otoko“ (Der Mann, der zum Stock wurde), Uzume-Theater, Kitakyushu

### 2000 bis 2007
- Kunio Kishida „Kamifūsen“ (Papierballon), Uzume-Theater, Kitakyushu, Hiroshima, Tagawa, Nationaler Regiewettbewerb Toga
- Carlo Gozzi „König Hirsch“, Uzume-Theater, Kitakyushu;  Internationales Theaterfestival Shizuoka
- Emiko Otsuka  „Kinyōbi no shokutaku“ (Freitag: Abendessen),  Städtisches Theater, Kitakyushu, Eröffnungsinszenierung
- Sergi Belbel  „Ein Augenblick vor dem Sterben“,  Uzume-Theater, Kitakyushu; Black-Tent-Theater, Tokyo
- Emiko Otsuka  „Yamamba“ (Die Berghexe), Nagano-Ensemble; Internationales Theaterfestival Toga, SPAC Kunsttheater Shizuoka
- Heiner Müller „Der Auftrag“, Uzume-Theater, Kitakyushu; Heiner-Müller-Festival, Tokyo
- Heinrich von Kleist „Penthesilea“,  Uzume-Theater, Kitakyushu;  Internationales Theaterfestival Toga, Theaterfestival Tottori, Ginga-Theater Tokyo
- Lisa Minagawa  „Monogurugusami“, Städtisches Theater, Kitakyushu
- Matsuyo Akimoto „In Gala“ (Reifuku), TOHO-Theater, Tokyo
- Georg Büchner „Leonce und Lena“, Uzume-Theater, Kitakyushu; Theaterfestival Ikachi; Hiroshima; Miyazaki; Tokyo
- Juro Kara „Kin no Tsubo“ (Der goldene Topf), Uzume-Theater, Kitakyushu; Theaterfestival Kairo, Ägypten
- Heiner Müller „Die Schlacht“, TOHO-Theater, Tokyo
- E.T.A. Hoffmann „Der goldene Topf“, Uzume-Theater, Kitakyushu; Theaterfestival Yokohama
- Peter Turrini „Rattenjagd“, Uzume-Theater, Kitakyushu, Fukuoka, Hiroshima, Nagano, Kyoto, Theaterfestival Ikachi, Aichi-Präfektur Theaterfestival Nagoya, Iwato-Theater Tokyo, Agora-Theater Tokyo
- Frank Wedekind „Frühlingserwachen“, Schauspielstudio Neues Nationaltheater, Tokyo
- Sophokles „Antigone“, Uzume-Theater, Kitakyushu;  Japanfestival Ohayo! Leipzig, Deutschland; TOHO-Theater Tokyo
- Elfriede Jelinek „Macht nichts. Eine kleine Trilogie des Todes“, Setagaya Public Theater, Tokyo

### 2008 bis 2011
- Ai Nagai „Toki no mono oki“ (Der Zeit-Lagerraum), Sengawa-Theater, Tokyo, Eröffnung
- Sergi Belbel „Mobil“,  Sengawa-Theater, Tokyo,  Eröffnung
- Rote Grütze „Was heißt hier Liebe?“, Sengawa-Theater, Tokyo
- Hideki Kosaka „Murasaki“, Musical, Städtische Open-Air-Bühne,  Kitakyushu, Eröffnung
- Jewgeni Schwarz „Die Schneekönigin“, Sengawa-Theater, Tokyo
- Dario Fo „Offene Zweierbeziehung“, Uzume-Theater, Tokyo
- Minoru Betsuyaku „Sekishoku elegie“  (Tiefrote Elegie), Theater ZaSusunari, Tokyo
- Jewgeni Schwarz „Der Drache“,  TOHO-Theater, Tokyo
- Heiner Müller „Philoktet“,  Theater Zatsuyu, Tokyo
- Anton Tschechow „Drei Schwestern“, Schauspielstudio Neues Nationaltheater, Tokyo
- Bertolt Brecht „Dreigroschenoper“ TOHO-Theater, Tokyo
- Jean Giroudoux „Undine“, Sengawa-Theater, Tokyo
- Yukio Mishima „Waga Tomo Hitora“ (Mein Freund Hitler), Theater ZaSusunari, Tokyo

### 2012 bis 2019
- Robert Schumann „Genoveva“ (Japanische Erstaufführung), Neues Nationaltheater, Tokyo (Shin Kokuritsu Gekijō)
- Friedrich Dürrenmatt „Die Physiker“, TOHO-Theater + Theater Haiyuza, Tokyo
- Amadeus Mozart „Zauberflöte“, TOHO-Theater + Sengawa-Theater, Tokyo
- Pierre Augustin de Beaumarchais „Die Hochzeit des Figaro“, TOHO-Theater + Sengawa-Theater, Tokyo
- Wolfgang Amadeus Mozart „Die Hochzeit des Figaro“, TOHO-Theater + Sengawa-Theater, Tokyo
- Kobo Abe „Freunde“, TOHO-Theater, Tokyo
- Kobo Abe „Sandfrau“, Uzume-Theater, Theater ZaSuzunari, Tokyo (ShimoKitazawa Theaterfestival)
- Wolfgang Amadeus Mozart „Zauberflöte“, TOHO-Theater + Sengawa-Theater, Tokyo
- Sophokles „Antigone“, Nationale Theaterakademie China, Shanghai und Peking
- Minoru Betsuyaku „SebonePakuPaku Kaitenmokuba“, Nattori Jimushou, Theater Haiyuza, Tokyo
- Johann Nestroy „Frühere Verhältnisse & Häuptling Abendwind“ (Japanische Erstaufführung), Theater X, Tokyo
- Bertolt Brecht „Dreigroschenoper“, Theater Haiyuza, Tokyo (Neuübersetzung: Michiko Tanigawa)
- Sergi Belbel „Morir“, TOHO-Theater, Tokyo
- Shungiku Uchida „Yuko auf dem Wege“ (Uraufführung), Theater Zatsuyu, Tokyo
- William Shakespeare „Antonius und Cleopatra“, TOHO-Theater + Theater X, Tokyo
- Seiji Hayashi „Red Colored Elegy“, TOHO-Theater, Tokyo
- Pierre Carlet de Marivaux „Die falsche Zofe“, TOHO-Theater
- Agota Kristof „Der Schlüssel zum Fahrstuhl“ Tokyo Rainbow-Theater, Okunoto Art Festival
- Shungicu Uchida „Father Fucker, the Musical“ (Uraufführung), Theater Haiyuza, Tokyo
- Samuel Beckett „Warten auf Godot“, TOHO-Theater, Nationale Theaterakademie, Seoul, Südkorea (Grand Prix Best Play), National Theaterakademie, Yogyakarta, Indonesien
- Jean Baptiste Racine „Phedre“, Tokyo Arts Museum; Iran Theater Edamitsu, Takamizuhama Beach Wakamatsu, Performing Arts Center Kokura, Kyushu
- Pierre Carlet de Marivaux „Die falsche Zofe“, Iran Theater Edamitsu, Kyushu
- Shungicu Uchida „Father Fucker, the Musical“, Haiyuza Theater, Tokyo
- Shungicu Uchida „Father Fucker, the Musical“, Tokyo Metropolitan Theater, Ikebukuro, Aufführung der Vereinigung der 5 Tokyoter Theaterhochschulen

## Seit 2020
- Kobo Abe „Sandfrau“, Uzume-Theater, International Theaterfestival SibFest, Sibiu, Romania, 2020 cancelled (Corona), 2021 Gastspiel
- Falk Richter „Unter Eis“ (Japanische Erstaufführung), FIX-Hall, Tokyo
- Yoshiyuki Fukuda „Find Hakamadare“, TOHO-Theater, Tokyo
- Shungicu Uchida „I am a cancer patient, Mitsuo“ (Uraufführung), FushiKaten, Tokyo
- Akimoto Matsuyo „Hitachibo Kaison“, TOHO-Theater, Tokyo
- Shungicu Uchida „Rakugo forever“ (Uraufführung), FushiKaten, Tokyo
- Noda Hideki „The Bee“, Sengawa Theater, Tokyo

## Workshop
Ägypten, Australien, Bulgarien, Canada, China, Deutschland, England, Indonesien, Irland, Italien, Japan, Kolumbien, Rumänien, Schweiz, Südkorea, Taiwan

## Auszeichnungen
- 1983 und 1985 Goldmedaille bei den Arbeiterfestspielen der DDR mit dem Amateurtheater des VEB MLW Leipzig als Schauspieler für Heiner Müller „Die Schlacht/Traktor“ (1983) und Johann Wolfgang Goethe „Clavigo“ (1985)
- 1997 Beste Inszenierung: Makoto Satoh „Nezumi Kozō“, Theatermagazin JAMCi (8/1997)
- 2000 Erster Preisträger des Nationalen Regie-Wettbewerbs der Vereinigung der Theaterschaffenden Japans (Engekijin) unter der Leitung von Tadashi Suzuki für Kunio Kishida „Kamifūsen“
- 2001 Kulturförderpreis der Stadt Kitakyushu
- 2003 Beste Inszenierung: Sergi Belbel „Ein Augenblick vor dem Sterben“, Asahi-Zeitung
- 2005 Bildungsförderpreis der Stadt Kitakyushu
- 2005 Beste Inszenierung: Peter Turrini „Rattenjagd“, Zeitschrift Theatre Arts
- 2008 Nationaler Bühnenbildpreis für Antigone@Japan
- 2009 Kulturbotschafter der Stadt Kitakyushu
- 2009 Beste Inszenierung: Minoru Betsuyaku „Tiefrote Elegie“ (Sekishoku elegie), Theaterzeitschrift TEATRO
- 2010 Nominierung zum Yomiuri-Award für die Inszenierung von Heiner Müllers Philoktet
- 2011 Japanischer Stadtentwicklungsdesignpreis für die Jazz-Outdoor-Bühne im Rahmen des Jazz-Art-Festivals, Sengawa-Theater, Tokyo
- 2012 DisplayDesignAward für die Weiterentwicklung der Jazz-Outdoor-Bühne, Sengawa-Theater, Tokyo
- 2014  Best Actor Award: 1.role of Ismene, 2.role of Antigone beim ATEC International Festival Peking
- 2018 Grand Prix Best Play: Samuel Beckett „Warten auf Godot“, Best Actor Award: role of Estragon beim ATEC Asia International Theater EducationFestival Seoul
- 2021 Grand Prix Best Theater: Sengawa Theater für die unique Programmgestaltung seit 2008 und  die Beibehaltung dieses Stadttheater-Konzeptes bis heute (verliehen durch die Staatliche Kulturakademie Japans)